# RWE
RWE (нем. Rheinisch-Westfälisches Elektrizitätswerk) — энергетическая компания в Германии; штаб-квартира расположена в городе Эссене (земля Северный Рейн-Вестфалия).
В списке крупнейших компаний мира Forbes Global 2000 за 2022 год заняла 416-е место (395-е по размеру выручки, 1271-е по чистой прибыли, 208-е по активам и 628-е по рыночной капитализации).

## История
Компания основана в 1898 году в городе Эссене под названием Rheinisch-Westfälisches Elektrizitätswerk Aktiengesellschaft (RWE). Основатели компании — мэр города Эссена Эрих Цвайгерт (нем. Erich Zweigert) и один из крупнейших предпринимателей-угледобытчиков Германии Гуго Стиннес. Основной задачей компании была организация снабжения электроэнергией города Эссен и его окрестностей. Источником генерации служил бурый уголь (лигнит) из шахт, принадлежавших Гуго Стиннесу. Подача тока началась 1 апреля 1900 года.
В 1905 году акции компании приобрели муниципалитеты близлежащих городов Гельзенкирхен и Мюльхайм-на-Руре. Была открыта первая гидроэлектростанция компании — ГЭС Хаймбах (нем. Heimbach).
К началу Первой мировой войны RWE стала одной из ведущих электроэнергетических компаний кайзеровской Германии.
В 1930 году завершено строительство ЛЭП, соединившей северные районы Веймарской республики с южными (нем. Nord-Süd-Leitung).
После Второй мировой войны компания продолжала оставаться лидером энергетической отрасли ФРГ, делая упор на ТЭС, работающие на лигните, и гидроэлектростанции.
В 1961 году концерн RWE совместно с Bayern Atomkraft заложил первую опытную атомную электростанцию в Германии — АЭС Гундремминген (в настоящее время — первый энергоблок АЭС, заглушен в 1977 году).
В 1988 году RWE купил немецкое нефтехимическое подразделение американской компании Texaco, которое затем было переименовано в компанию RWE Dea. В 1990 году официальное название компании было сокращено до аббревиатуры RWE AG.
В 1995 году RWE возглавил консорциум по приобретению контрольного пакета акций трёх энергетических компаний в Венгрии.
В 1997 году RWE совместно с компанией «Феба» купил оператора мобильной связи в ФРГ — E-Plus, а в 2000 году (после дерегулирования германского рынка мобильной связи) — продал свою долю в E-Plus.
В 2000 году RWE совместно с немецкой страховой компанией Allianz и французской группой Vivendi купил 49,9 % акций компании коммунального водоснабжения Berliner Wasserbetriebe. В том же году концерн купил аналогичную компанию в Великобритании — Thames Water. В 2002 году была куплена ещё одна британская компания, Innogy (электро- и газоснабжение). В 2003 году RWE приобрёл крупнейшую американскую компанию коммунального водоснабжения American Water Works, которая была объединена с Thames Water. В 2006 году акции объединённой компании Thames Water проданы.
В 2001 году RWE приобрёл мажоритарный пакет акций нидерландского газового трейдера Intergas.
В 2002 году RWE завершил сделку по приобретению чешского газового трейдера Transgas.
В 2009 году RWE купил нидерландскую электроэнергетическую компанию Essent. В том же году совместно с компанией E.ON концерн создал совместное предприятие по строительству АЭС в Великобритании.
После принятия 30 мая 2011 года правительством ФРГ решения о закрытии к 2022 году всех атомных электростанций в стране, группа RWE переориентировала свою стратегию с выработки энергии преимущественно на атомных и теплоэлектростанциях на развитие технологий и мощностей ВИЭ (особенно гидро- и ветряной энергии). Ээта задача была возложена на дочернюю компанию RWE Innogy.
В 2011 году управление линиями электропередач было выделено в компанию Amprion, в которой RWE сохранила 25 % акций.
После принятия правительством ФРГ решения, что владельцы немецких АЭС должны будут покрыть расходы на хранение ядерных отходов после закрытия станций (в апреле 2016 года эти расходы оценивались в 23,3 млрд евро), руководство концерна RWE решило распродать непрофильные активы. В частности, в марте 2015 года была продана дочерняя нефтегазовая компания RWE Dea, покупателем стала компания LetterOne российского предпринимателя Михаила Фридмана.
В 2015 году RWE провела крупномасштабную реструктуризацию, разделив активы по принципу «новой» и «старой» энергетики. RWE достались угольные, газовые и атомные электростанции, а также газоторговля, дочке Innogy (75 % которой принадлежит материнской компании) — возобновляемая энергетика и две трети сотрудников (40 из 60 тыс. человек). В 2018 году Innogy была передана E.ON в обмен на 15 % акций в одном из основных конкурентов на энергетическом рынке Германии; стоимость сделки с E.ON составила 40 млрд евро, также, по условиям сделки, активы Innogy в области возобновляемой энергетики вернулись в состав RWE.

## Собственники и руководство

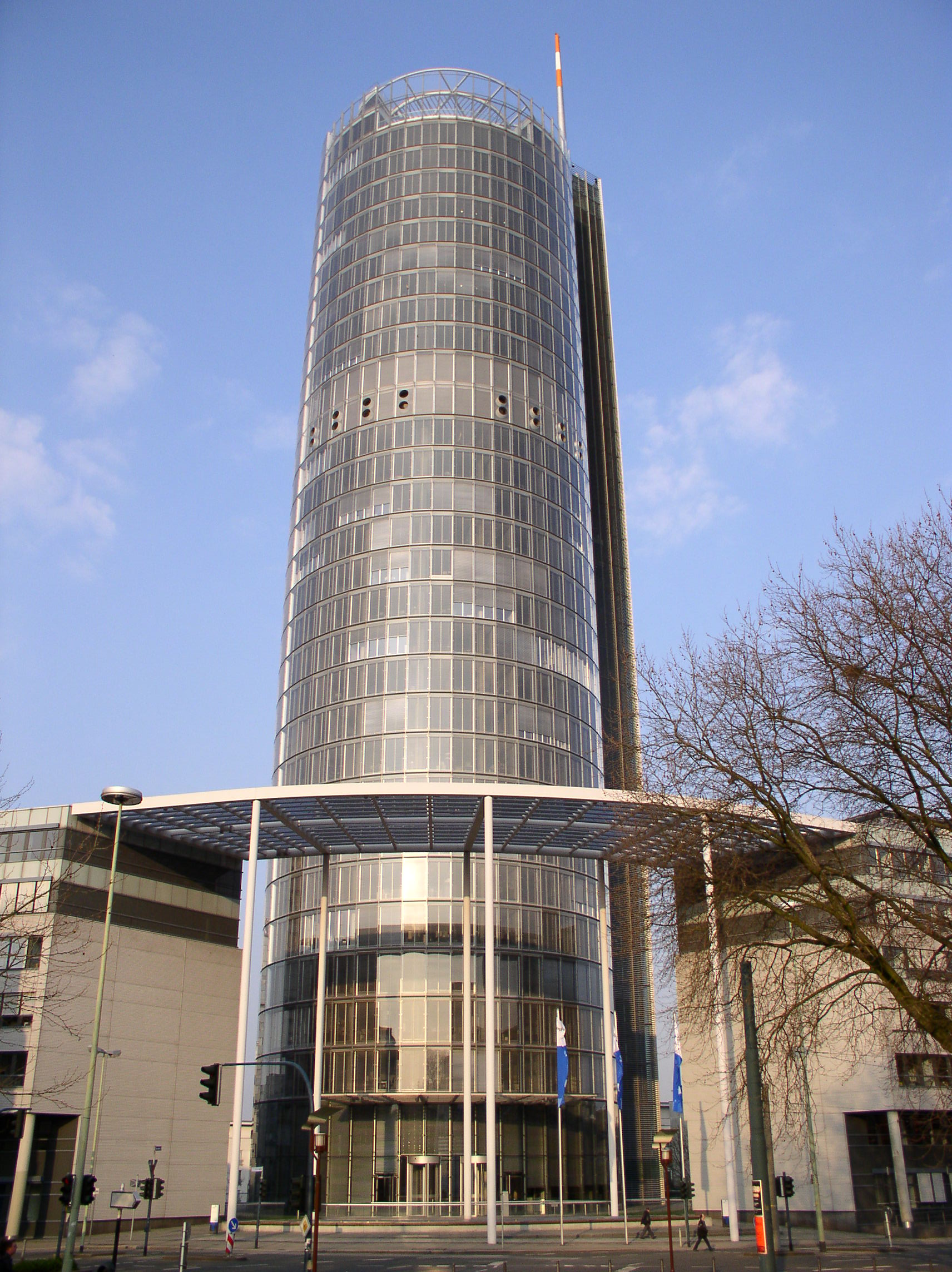
RWE-Turm — Штаб-квартира RWE в Эссене

Концерн RWE является открытым акционерным обществом, акции которого обращаются на Франкфуртской и Дюссельдорфской фондовой биржах, а также — на внебиржевом рынке США (в виде АДР). Котировки акций концерна используются при расчёте фондового индекса DAX.
На декабрь 2015 года около 86 % акционерного капитала концерна принадлежало институциональным инвесторам, крупнейшими из которых были RWEB GmbH (объединяет акции, принадлежащие муниципально-энергетическим компаниям — 15 % акционерного капитала RWE), одна из крупнейших американских инвестиционных компаний BlackRock (3 %) и британская инвестиционная компания Mondrian Investment Partners Ltd. (3 %). Тринадцать процентов акций RWE принадлежало частным инвесторам и 1 % — работникам концерна.
- Вернер Брандт (Werner Brandt, род. 3 января 1954 года) — председатель наблюдательного совета с 2016 года; также член наблюдательного совета Siemens. Начинал карьеру в PricewaterhouseCoopers, с 2001 по 2014 год был главным финансовым директором разработчика программного обеспечения SAP[12].
- Маркус Креббер (Markus Krebber, род. в 1973 году) — главный исполнительный директор с мая 2021 года, в компании с 2012 года, с 2016 по 2021 год был главным финансовым директором. Начинал карьеру в McKinsey & Company, затем был на руководящих постах в Commerzbank[2].

## Деятельность
Деятельность концерна сосредоточена в ФРГ (57 % выручки в 2014 году), Великобритании (21 % выручки), странах Бенилюкса (9 % выручки), Центральной и Восточной Европы (Венгрия, Чехия, Словакия, Австрия, Польша). Компания также оперирует в электроэнергетике стран Южной Европы (Испания, Португалия, Франция, Италия — в основном в сфере ВИЭ), Хорватии, Словении, Румынии и Турции.
Структурно группа компаний RWE организована в холдинг, материнская компания которого RWE AG занимается стратегическим управлением активами.
Основные подразделения по состоянию на 2021 год:
- Морские ветряные электростанции — производство электроэнергии составило 7,56 млн кВт-часов, выручка 0,69 млрд евро.
- Наземные ветряные и солнечные электростанции — производство электроэнергии составило 16,71 млн кВт-часов, выручка 2,32 млрд евро.
- Электростанции на гидроэнергии, биомассе и газу — гидро- и тепловые электростанции, а также аккумуляторные фермы и исследования в области водородной энергетики; производство электроэнергии составило 67,32 млн кВт-часов, из них 52,26 млн кВт-часов на газу, выручка 1,32 млрд евро.
- Снабжение и торговля — торговля энергоносителями, управление газохранилищами в Германии и Чехии, выручка 19,3 млрд евро.
- Уголь и атомная энергетика — атомные и угольные тепловые электростанции в Германии и Нидерландах, большинство из них в процессе закрытия; производство электроэнергии составило 69,18 млн кВт-часов, собственная добыча лигнита составила 62,6 млн тонн в год, выручка 0,90 млрд евро.

За 2021 год компанией было произведено 160,77 млн кВт-часов электроэнергии, в том числе 32,19 млн кВт-часов пришлось на возобновляемую энергетику в таких странах, как США (9,32 млн), Великобритания (7,77 млн), Нидерланды (6,47 млн), Германия (4,40 млн), Польша (1,25 млн), Испания (1,06 млн), Италия (1,01 млн), Швеция (0,49 млн), Австралия (0,25 млн).
|                     | 2007  | 2008  | 2009  | 2010  | 2011  | 2012  | 2013   | 2014  | 2015   | 2016   | 2017  | 2018  | 2019  | 2020  | 2021  |
| ------------------- | ----- | ----- | ----- | ----- | ----- | ----- | ------ | ----- | ------ | ------ | ----- | ----- | ----- | ----- | ----- |
| Оборот              | 42,51 | 48,95 | 47,74 | 53,32 | 51,69 | 53,23 | 52,43  | 48,47 | 48,09  | 45,83  | 13,82 | 13,41 | 13,13 | 13,69 | 24,53 |
| Чистая прибыль      | 2,667 | 2,558 | 3,571 | 3,308 | 1,806 | 1,306 | -2,757 | 1,704 | -0,170 | -5,710 | 1,900 | 0,335 | 8,498 | 1,051 | 0,721 |
| Активы              | 83,42 | 93,43 | 93,44 | 93,08 | 92,66 | 88,18 | 81,38  | 86,32 | 79,33  | 76,40  | 69,06 | 80,11 | 64,01 | 61,64 | 142,3 |
| Собственный капитал | 14,66 | 13,14 | 13,72 | 17,42 | 17,08 | 16,49 | 12,14  | 11,77 | 8,894  | 7,990  | 11,99 | 14,26 | 17,47 | 17,71 | 17,00 |

В 2015 году концерн RWE владел мажоритарными пакетами акций двух атомных электростанций ФРГ (Гундремминген, энергоблоки B и C, а также АЭС Эмсланд), доля которых в выработке электроэнергии концерном составляла 14,4 %. Доля угольных ТЭС в выработке электроэнергии концерном в 2015 году составляла 58,4 %, доля газовых ТЭС — 20,0 %. На конец 2015 года установленные генерирующие мощности концерна составляли 48,1 ГВт (включая генерирующие мощности, законтрактованные у других энергетиков).
В 2015 году концерн RWE насчитывал 16 млн потребителей электроэнергии (юридических и физических лиц) и 7 млн потребителей природного газа. В 2015 году по объёмам продаж природного газа на немецком рынке RWE занимал долю в 17 % (второе место после компании E.ON.
В 2015 году группа RWE произвела 95,2 млн т бурого угля, из них 82,4 млн т были использованы на ТЭС концерна.

## Критика
В 1970—1980-х годах общественность Германии протестовала против планов компании RWE по строительству новых атомных электростанций (Kalkar и Mülheim-Kärlich). Активисты «зелёных» стремились представить компанию RWE как лидера и основного лоббиста развития ядерной энергетики в ФРГ. В 1980-х годах к этому лозунгу был присоединён лозунг, что выбросы двуокиси серы теплоэлектростанциями компании RWE являются причиной гибели лесов в Германии.